# Cryptanura vivida
Cryptanura vivida är en stekelart som först beskrevs av Cameron 1885.  Cryptanura vivida ingår i släktet Cryptanura och familjen brokparasitsteklar. Inga underarter finns listade i Catalogue of Life.